# Stéphane Stassin
Stéphane Stassin ('s-Gravenbrakel, 8 oktober 1976) is een Belgisch voormalig voetballer die speelde als middenvelder of als verdediger. Na zijn actieve carrière werd Stassin jeugdtrainer bij de RSC Anderlecht Belfius Academy. 

## Carrière
Stassin begon in 1984 bij de jeugd van Stade Brainois met voetballen, maar verhuisde na twee jaar naar de jeugdrangen van RSC Anderlecht. In 1996 liet trainer Johan Boskamp hem in het A-team debuteren. Stassin kon zich zowel op het middenveld als in de verdediging nuttig maken. Een seizoen later kreeg hij steeds meer speelkansen, maar een sleutelfiguur was hij niet. Een doorbraak bleef uit en in 1999 ruilde hij Anderlecht in voor het Duitse Borussia Mönchengladbach.
In Duitsland kwam Stassin regelmatig van de bank, maar ook hier bleef een doorbraak uit. In zijn eerste seizoen promoveerde hij wel met zijn team promoveren naar de Bundesliga. In 2003 zat Stassin zonder club en een seizoen lang kwam hij niet aan spelen toe. In 2004 ging hij aan de slag bij de Franse tweedeklasser Angers SCO. Na twee seizoenen keerde hij terug naar België. Bij Union Sint-Gillis veroverde hij een vaste stek. In 2008 stapte de ondertussen 32-jarige Stassin over naar derdeklasser Boussu Dour Borinage, met wie hij aan het einde van het seizoen promoveerde naar de Tweede Klasse. in 2010 stapte Stassin over naar Charleroi-Marchienne waar hij in 2013 zijn loopbaan afsloot.

## Statistieken
| Seizoen | Club                        | Competitie           | Competitie | Competitie |
| Seizoen | Club                        | Competitie           | Wed.       | Dlp.       |
| ------- | --------------------------- | -------------------- | ---------- | ---------- |
| 1996/97 | RSC Anderlecht              | Eerste Klasse        | 6          | 1          |
| 1997/98 | RSC Anderlecht              | Eerste Klasse        | 20         | 1          |
| 1998/99 | RSC Anderlecht              | Eerste Klasse        | 16         | 0          |
| 1999/00 | RSC Anderlecht              | Eerste Klasse        | 4          | 0          |
| 2000/01 | Borussia Mönchengladbach    | 2. Bundesliga        | 16         | 1          |
| 2001/02 | Borussia Mönchengladbach    | Bundesliga           | 11         | 0          |
| 2002/03 | Borussia Mönchengladbach    | Bundesliga           | 10         | 0          |
| 2004/05 | Angers SCO                  | Ligue 2              | 19         | 1          |
| 2005/06 | Angers SCO                  | Championnat National | 33         | 1          |
| 2006/07 | Union Sint-Gillis           | Tweede Klasse        | 24         | 4          |
| 2007/08 | Union Sint-Gillis           | Tweede Klasse        | 32         | 3          |
| 2008/09 | Boussu Dour Borinage        | Derde Klasse         | 22         | 1          |
| 2009/10 | Boussu Dour Borinage        | Tweede Klasse        | 28         | 2          |
| 2010/11 | ROC de Charleroi-Marchienne | Derde Klasse         | 28         | 4          |
| 2011/12 | ROC de Charleroi-Marchienne | Derde Klasse         | 0          | 0          |
| Totaal  | Totaal                      | Totaal               | 269        | 19         |